# Зірікли (Міякинський район)
Зірікли́ (рос. Зириклы, башк. Ерекле) — присілок у складі Міякинського району Башкортостану, Росія. Входить до складу Новокарамалинської сільської ради.
Населення — 90 осіб (2010; 81 в 2002).
Національний склад:
- чуваші — 100%